# 83 (tal)
83 (åttiotre) är det naturliga talet som följer 82 och som följs av 84.
- Hexadecimalt: 53
- Binärt: 01010011
- Delare: 1, 83
- Det 23:e primtalet efter 79 och innan 89.
- Summan av delarna: 84

## Inom matematiken
- 83 är ett udda tal.
- 83 är ett extraordinärt tal.
- 83 är ett kvadratfritt tal.
- 83 är ett aritmetiskt tal.
- 83 är ett palindromtal i det kvinära talsystemet.

## Inom vetenskapen
- Vismut, atomnummer 83
- 83 Beatrix, en asteroid
- M83, spiralgalax i Vattenormen, Messiers katalog